# یواس‌اس ویژن (اس‌پی-۱۱۱۴)
یواس‌اس ویژن (اس‌پی-۱۱۱۴) (به انگلیسی: USS Vision (SP-1114)) یک کشتی بود که طول آن ۶۷ فوت ۶ اینچ (۲۰٫۵۷ متر) بود. این کشتی در سال ۱۹۱۰ ساخته شد.